# 28978 Иксион
28978 Иксион е обект от пояса на Кайпер, открит на 22 май 2001 г. и имащ диаметър, по-малък от 822 km, и голяма полуос от около 39,5 AE. Иксион е плутино, в 3:2 орбитален резонанс с Нептун.
Спектрографски изследвания показват, че повърхността на обекта е смес от въглеводороди като етан и метан и вода.
Спътникът носи името на Иксион – фигура от древногръцката митология. При откриването му е дадено предварителното означение 2001 KX76